# Dálniční křižovatka Sedlice
Dálniční křižovatka Sedlice je mimoúrovňová křižovatka u Sedlic v Královéhradeckém kraji. Kříží se zde dálnice D11 s dálnicí D35.

## Poloha
Dálniční křižovatka se nachází jihovýchodně od Sedlic, které jsou součástí obce Praskačka. Dalšími blízkými vesnicemi jsou Libišany a Krásnice. Křižovatka se nachází v nadmořské výšce 230 m n. m.

## Popis
Dálniční křižovatka Sedlice je mimoúrovňová křižovatka dálnice D11 procházející zde od jihozápadu k severovýchodu a dálnice D35, které zde končí peážní úsek s D11 od MÚK Plotiště. Po dálnici D11 současně vede evropská silnice E67, po dálnici D35 pak evropská silnice E442.
Dálniční křižovatka Sedlice je provedena jako hruškovitý typ tříramenné dálniční křižovatky.

## Historie výstavby
Úsek dálnice D11 od Osiček k Sedlicím byl zprovozněn 19. prosince 2006. U Sedlic byla dálnice D11 ukončena provizorním sjezdem. Úsek D11 k Praskačce byl v polovičním profilu otevřen 15. prosince 2008. Dálniční křižovatka Sedlice byla uvedena do provozu 27. listopadu 2009 spolu s úsekem dálnice D35 ze Sedlic do Opatovic a zprovozněním úseku dálnice D11 do Praskačky v plném profilu.